# Andrena lagopus
Andrena lagopus är en biart som beskrevs av Pierre André Latreille 1809. Andrena lagopus ingår i släktet sandbin, och familjen grävbin. Inga underarter finns listade i Catalogue of Life.